# Полет 203 на „Авианка“
Полет 203 на „Авианка“ е колумбийски вътрешен пътнически полет от международното летище „Ел Дорадо“ в Богота до международното летище „Алфонсо Бонила Арагон“ в Кали, Колумбия. Самолетът „Боинг 727-21“ е взривен от бомба над община Соача на 27 ноември 1989 г. На височина от 4000 метра експлозивен заряд детонира и причинява взрив в дясната страна на фюзелажа, последван от втора експлозия, която разкъсва самолета и носовата част се отделя от опашната, след което машината изгаря в пламъци. Всички 107 души на борда загиват, както и трима души на земята, които са ударени от падащи отломки.
Разследване установява, че за унищожаването на самолета са използвани пластмасови експлозиви. Атентатът е поръчан от наркокартела „Меделин“, в частност от Пабло Ескобар, с цел убийството на кандидата за президент Сезар Гавирия Трухильо, който обаче въпреки очакванията на Пабло Ескобар не се качва на борда и става президент на Колумбия. Бомбата е качена на самолета от двама мъже, които в последствие слизат от него, докато самото детониране е извършено от колумбиеца Алберто Прието, на когото е казано, че ще активира устройство, за да запише разговор на двама пътници, и несъзнателно се превръща в атентатор самоубиец.
Двама американци са сред загиналите, което кара администрацията на президента Джордж Х. У. Буш да започне разузнавателни операции с цел откриването на Пабло Ескобар. Девет дни след атентата друг атентат с бомба, вероятно поръчан от картела „Меделин“, убива 63 души в сградата на административния отдел сигурност в Богота. Дандени Муньос Москера, главният убиец на картела, е осъден през 1994 г. в окръжния съд на Съединените американски щати за участие в атентата и различни други престъпления, за които получава десет последователни доживотни присъди.